# 23 August
23 August es una comuna y pueblo de Rumania ubicada en el distrito de Constanța.
Históricamente la localidad se llamaba "Tatlageac" o "Tatlâgeac", pero durante el régimen comunista se le cambió el nombre a "23 August", para conmemorar el Golpe de Estado en Rumania de 1944 que había ocurrido un 23 de agosto. Entre 1960 y 1968 esta comuna desapareció temporalmente para formar parte de la ciudad de Constanza.
Se ubica junto a la costa del mar Negro sobre la carretera E87, unos 10 km al norte de Mangalia.

## Demografía
En 2011 tenía 5483 habitantes, mientras que en el anterior censo de 2002 tenía 5279 habitantes. La mayoría de la población es de etnia rumana (86,33 %), con una minoría de tártaros (7,89 %). La mayoría de los habitantes son cristianos de la Iglesia ortodoxa rumana (85,93 %), con una minoría de musulmanes (8,29 %).
La comuna comprende tres pueblos (población en 2011):
- 23 August (pueblo), 2849 habitantes;
- Dulcești, 1398 habitantes;
- Moșneni, 1236 habitantes.